# Village Sahel
Village Sahel (en berbère : ⵜⴰⴷⴷⴰⵔⵜ ⵏ ⵙⴰⵃⴻⵍ, Taddart n Sahel) est un village de la grande Kabylie situé à 70 km au sud-est de la Wilaya de Tizi Ouzou, commune de Bouzguene, en Algérie
Le village est élu le meilleur village propre de Tizi Ouzou en 2019 par l'édition de prix de "Aïssat Rabah".